# 1996
Il 1996 (MCMXCVI in numeri romani) è un anno bisestile del XX secolo.

## Eventi
- Anno del topo secondo il calendario astrologico cinese.
- L'applicazione della terapia HAART (Highly Active Anti-Retroviral Therapy) segna, per la prima volta dall'inizio dell'epidemia di AIDS, un decremento nei decessi.[1][2]

### Gennaio
- 1º gennaio – Curaçao ottiene l'autogoverno limitato.
- 2 gennaio – Arabia Saudita: Fahd lascia temporaneamente i suoi poteri ad Abd Allah a causa del suo precario stato di salute.
- 4 gennaio – Egitto: Hosni Mubarak forma un nuovo governo in risposta alle accuse di corruzione.
- 5 gennaio – Palestina: Yahya Ayyash, un rivoluzionario di Hamas, viene ucciso da un agente dell'ISA.
- 11 gennaio – Giappone: Ryūtarō Hashimoto, leader del Partito Liberal Democratico, diviene primo ministro.
- 12 gennaio – i militari russi entrano in Bosnia in una missione congiunta con gli Stati Uniti.
- 14 gennaio – Portogallo: Jorge Sampaio diventa presidente della repubblica.
- 20 gennaio – Palestina: si tengono le prime elezioni legislative e presidenziali.
- 22 gennaio – Grecia: Andreas Papandreou rassegna le proprie dimissioni per problemi di salute; il suo posto viene preso da Costas Simitis..
- 26 gennaio – Scandalo Whitewater: Hillary Clinton testimonia di fronte a un grand jury.
- 27 gennaio – il colonnello Ibrahim Baré Maïnassara conquista il potere in Niger con un colpo di Stato, destituendo il presidente democraticamente eletto Mahamane Ousmane.
- 29 gennaio
  - Un incendio distrugge il Teatro La Fenice di Venezia.
  - Francia: il presidente Jacques Chirac annuncia la fine dei test nucleari.

### Febbraio
- 4 febbraio – Cina: un terremoto di magnitudo 6.6 nel sud-est del Paese uccide 322 persone e ne lascia 300 000 senza casa.
- 6 febbraio – un Boeing 757 che operava sul volo Birgenair 301 da Puerto Plata a Francoforte sul Meno si schianta nel Mar dei Caraibi.
- 7 febbraio – Haiti: René Préval succede ad Aristide come presidente.
- 13 febbraio
  - Dopo 1 100 giorni di carcere, Pietro Pacciani viene assolto dalla Corte d'appello di Firenze per non aver commesso il fatto, dopo essere stato condannato all'ergastolo per i delitti del Mostro di Firenze.
  - Regno Unito: i Take That annunciano lo scioglimento.
- 29 febbraio – il Volo Faucett 251, jet commerciale peruviano, precipita in un canyon nelle Ande a otto chilometri dalla sua destinazione, uccidendo 123 passeggeri.

### Marzo
- 1º marzo – Iraq: le forze irachene rifiutano di far accedere l'UNSCOM a 5 siti designati all'ispezione, facendole infine entrare con un ritardo di 17 ore.
- 2 marzo – Australia: John Howard vince le elezioni federali.
- 3 marzo
  - Israele e l'OLP firmano l'accordo di Sharm el-Sheikh, che prevede il riconoscimento dello Stato di Israele e il diritto a uno Stato palestinese indipendente.
  - Spagna: José María Aznar, leader del Partito Popolare, viene eletto primo ministro.
- 6 marzo
  - Turchia: Mesut Yılmaz, del Partito della Madrepatria, forma un nuovo esecutivo.
  - Prima guerra cecena: ribelli ceceni attaccano il quartier generale del Governo russo a Groznyj; muoiono 70 soldati e poliziotti russi e 130 combattenti ceceni.
- 8 marzo: la Cina inizia dei test con dei missili terra-terra vicino alle coste di Taiwan. Gli Stati Uniti condannano l'atto come provocatorio e il Governo di Taiwan si prepara al contrattacco.
- 10 marzo: in seguito ad una votazione popolare, il romancio (divenuto lingua nazionale nel 1938) viene riconosciuto come lingua ufficiale "nei rapporti con le persone di lingua romancia" all'interno della Confederazione svizzera.
- 13 marzo – Scozia: 16 scolari e un'insegnante perdono la vita a causa del massacro della scuola di Dunblane.
- 16 marzo – Zimbabwe: Robert Mugabe viene rieletto presidente.
- 22 marzo – Svezia: Göran Persson, ministro delle Finanze, diviene primo ministro.
- 23 marzo – Taiwan: Lee Teng-hui viene rieletto presidente dopo le prime elezioni dirette nel Paese.
- 24 marzo – Kashmir: islamisti si scontrano con le forze di sicurezza, provocando la morte di 11 persone.
- 25 marzo – Oscar: Braveheart, diretto da Mel Gibson, vince cinque premi Oscar; Il postino, ultimo film di Massimo Troisi, vince la statuetta per la migliore colonna sonora.
- 26 marzo – il Fondo Monetario Internazionale approva un prestito di 10,2 miliardi di $ alla Russia per le riforme economiche.

### Aprile
- 3 aprile
  - Croazia: un Boeing 737 militare si schianta su una montagna a nord di Ragusa; tutte le 35 persone all'interno muoiono, incluso Ron Brown, segretario di Stato per il Commercio statunitense.
  - Burundi: si verificano massacri di Hutu da parte dei Tutsi, con oltre 450 morti nel giro di pochi giorni.
- 6 aprile – Turchia: le autorità iniziano l'operazione "Hawk", un'offensiva contro il PKK.
- 7 aprile – Pasqua cattolica
- 9 aprile – l'UE riconosce ufficialmente la Repubblica Federale di Jugoslavia.
- 11 aprile – Israele: inizia l'"Operazione grappoli d'ira".
- 17 aprile – Brasile: uno squadrone della morte uccide a freddo 19 lavoratori rurali senza terra (sem terra).
- 18 aprile
  - Libano: in seguito all'Operazione grappoli d'ira, Israele attacca a Kana una base ONU, uccidendo un centinaio di civili libanesi.
  - Egitto: in reazione al massacro di Kana, un gruppo islamista apre il fuoco in un hotel uccidendo 18 turisti greci e ferendo altri 17 civili.
- 21 aprile – Italia: alle elezioni politiche vince la coalizione dell'Ulivo guidata da Romano Prodi.
- 28 aprile – Pakistan: nel distretto di Kasur esplode una bomba che uccide più di 60 persone.
- 28 aprile e 29 aprile – Australia: Massacro di Port Arthur: Martin Bryant uccide 35 persone nello stato della Tasmania.

### Maggio
- 1º maggio – Iraq: l'UNISCOM supervisiona la distruzione di Al-Hakam, principale base irachena di armi nucleari.
- 8 maggio – Hawaii: viene inaugurato il Telescopio Keck II.
- 9 maggio – Uganda: Yoweri Museveni vince le prime elezioni presidenziali con il 75% dei voti.
- 10 maggio e 11 maggio – Nepal: una tempesta improvvisa avvolge l'Everest e porta alla morte di 8 alpinisti.
- 11 maggio – Stati Uniti: il Volo ValuJet 592 si schianta nelle Everglades in Florida, a causa di un incendio nella stiva; perdono la vita tutti i 110 occupanti.
- 13 maggio – Bangladesh: alcuni tornado e tempeste uccidono 600 persone.
- 15 maggio – Indonesia: nove ostaggi tenuti dall'Organasi Papua Merdeka, nella Nuova Guinea Occidentale, vengono salvati da un'operazione dell'esercito indonesiano; 2 altri ostaggi vengono trovati morti.
- 17 maggio – India: Atal Bihari Vajpayee viene eletto nuovo primo ministro.
- 18 maggio – Stati Uniti: X Prize Foundation lancia per la prima volta un premio da 10 milioni di $, l'Ansari X Prize.
- 18 maggio – l'Irlanda vince l'Eurovision Song Contest, ospitato ad Oslo, Norvegia.
- 20 maggio – Italia: viene arrestato il boss mafioso Giovanni Brusca, esecutore materiale della strage di Capaci in cui morì il giudice Giovanni Falcone.
- 21 maggio – Algeria: assassinio dei monaci di Tibhirine
- 23 maggio – lo svedese Göran Kropp raggiunge il Monte Everest dopo essere partito dalla Svezia in bicicletta e senza ausilio di ossigeno.
- 27 maggio – Prima guerra cecena: il presidente russo Boris El'cin incontra i ribelli ceceni per negoziare un cessate il fuoco.
- 30 maggio – Israele: il Likud, guidato da Benjamin Netanyahu, vince le elezioni generali con il 26,8% dei voti.
- 31 maggio – la FIFA assegna l'organizzazione del Campionato mondiale di calcio 2002 al Giappone e alla Corea del Sud, divenendo la prima manifestazione di quel tipo a essere organizzata da due Paesi.

### Giugno
- 1º giugno – 3 giugno – Repubblica Ceca: prime elezioni generali; vince Václav Klaus con il Partito Democratico Civico, che però non trova una maggioranza di governo.
- 4 giugno: il razzo Ariane 5 esplode 40 secondi dopo aver lasciato la Guyana francese.
- 8 giugno – Inghilterra: iniziano i Campionati europei.
- 9 giugno – Stati Uniti: dopo un rocambolesco atterraggio, si salvano tutti i passeggeri del Volo Eastwind Airlines 517.
- 11 giugno – Brasile: un'esplosione in un centro commerciale di San Paolo uccide 44 persone e ne ferisce più di 100.
- 15 giugno – Inghilterra: una bomba piazzata dall'IRA a Manchester distrugge una parte del centro storico e ferisce più di 200 persone.
- 16 giugno – prime elezioni libere nella Federazione Russa per eleggere il presidente della repubblica.
- 19 giugno - Russia: Boris El'cin emerge come il vincitore del primo turno delle elezioni russe.
- 23 giugno – il Nintendo 64 viene lanciato in Giappone.
- 24 giugno – Michael Johnson batte il record del mondo sui 200 metri col tempo di 19,66 secondi.
- 25 giugno – Arabia Saudita: le torri Khobar vengono bombardate, provocando la morte di 19 agenti statunitensi.
- 27 giugno – Andrew Wiles incassa il premio Wolfshehl di 50 000 dollari per aver risolto l'ultimo teorema di Fermat.
- 28 giugno
  - Turchia: viene formato un nuovo governo con a capo Necmettin Erbakan del Partito del Benessere.
  - Ucraina: viene firmata la costituzione.
- 30 giugno – Germania campione d'Europa; i tedeschi sconfiggono a Londra la Repubblica Ceca per 2-1 al golden gol.

### Luglio
- 1º luglio
  - Australia: il Territorio del Nord legalizza l'eutanasia volontaria.
  - Germania: viene adottata la riforma ortografica.
- 3 luglio – Russia Boris El'cin vince il secondo turno delle elezioni presidenziali.
- 5 luglio – Scozia: a Roslin nasce la pecora Dolly, primo mammifero frutto di clonazione.
- 8 luglio – Martina Hingis è la più giovane tennista di sempre (15 anni e 282 giorni) a vincere il torneo di Wimbledon nella categoria del doppio femminile.
- 10 luglio – Spagna: gli AC/DC si esibiscono in uno dei loro più famosi concerti, nella Plaza de toros de Las Ventas di Madrid.
- 15 luglio – Paesi Bassi: 34 persone perdono la vita nell'incidente del Lockheed C-130 Belgische Luchtmacht.
- 17 luglio
  - Il volo TWA 800 tra New York e Roma con scalo a Parigi esplode vicino a East Moriches uccidendo tutti i 212 passeggeri e i 18 membri dell'equipaggio.
  - Viene costituita la Comunità dei Paesi di lingua portoghese.
- 19 luglio – ad Atlanta iniziano i Giochi della XXVI Olimpiade.

### Agosto
- 1º agosto - Giochi Olimpici: Michael Johnson vince i 200 m in 19"32, battendo il precedente record del mondo (da lui stesso detenuto) di 34 centesimi di secondo.
- 4 agosto – ad Atlanta si concludono i Giochi Olimpici.
- 6 agosto - si annuncia che il meteorite ALH 84001, proveniente da Marte, potrebbe contenere delle tracce di forme di vita marziana.
- 9 agosto – Boris El'cin giura al Cremlino per la seconda volta da presidente russo.
- 17 agosto - Stati Uniti: viene pubblicato il romanzo Fight Club di Chuck Palanhiuk.
- 20 agosto – Corea del Sud: migliaia di persone protestano a Seul inneggiando alla riunificazione con la Corea del Nord; la manifestazione viene poi dispersa dalla polizia in tenuta antisommossa.
- 21 agosto
  - Sudafrica: Frederik de Klerk tiene un'apologia ufficiale verso i crimini commessi sotto apartheid di fronte alla Commissione per la verità e la riconciliazione presso Città del Capo.
  - Inghilterra: la Regina Elisabetta II pubblica le lettere patenti sulle ex mogli divorziate dei principi inglesi, ovvero Diana, principessa di Galles e Sarah Ferguson, duchessa di York; con queste lettere Diana e Sarah cessano di essere reali ma mantengono i loro titoli personali.
- 23 agosto – Osama bin Laden scrive "La dichiarazione di jihad agli americani occupanti il Paese dei due luoghi sacri", un invito a rimuovere le truppe statunitensi dall'Arabia Saudita.
- 26 agosto
  - Corea del Sud: Chun Doo-hwan viene condannato a morte per ammutinamento e tradimento.
  - Stati Uniti: Bill Clinton firma la riforma del welfare.
- 28 agosto - Londra: Diana Spencer e Carlo, Principe del Galles divorziano ufficialmente, Diana perde il titolo di "Sua Altezza Reale"
- 29 agosto – Stati Uniti: Bill Clinton e Al Gore vengono rinominati dal Partito Democratico come candidati alla presidenza degli Stati Uniti.

### Settembre
- 2 settembre – Filippine: viene firmato un accordo di pace tra il Governo e il Fronte di Liberazione Nazionale Moro.
- 4 settembre – Colombia: le FARC attaccano una base militare a Guaviare; l'attacco di guerriglia durerà 3 settimane e causerà la morte di più di 130 colombiani.
- 12 settembre – Inghilterra: la polizia londinese sventa l'attentato di Ricardo López ai danni della cantante Björk.
- 13 settembre
  - Bosnia e Herzegovina : Alija Izetbegović è il primo presidente eletto dopo la fine della guerra.
  - Stati Uniti: viene ucciso a Las Vegas il rapper Tupac Shakur.
- 20 settembre – Pakistan: viene ucciso il leader del Partito Popolare Pakistano Murtaza Bhutto.
- 24 settembre – il presidente degli USA Bill Clinton firma il trattato di bando complessivo dei test nucleari.
- 26 settembre – Afghanistan: al culmine di un lungo assedio i talebani conquistano Kabul.

### Ottobre
- 2 ottobre – un Boeing 757 che opera il volo AeroPerú 603 si schianta nell'Oceano Pacifico a causa di errore di manutenzione, uccidendo tutte le 70 persone a bordo.
- 8 ottobre - un Antonov An-124 si schianta in fase di atterraggio presso l'Aeroporto di Torino-Caselle su una cascina a San Francesco al Campo, provocando la morte di 4 persone: due membri dell'equipaggio e due abitanti della cascina.
- 31 ottobre – Brasile: nello schianto del Volo TAM JJ402 perdono la vita 99 persone.

### Novembre
- 5 novembre – Stati Uniti: nelle elezioni presidenziali del 1996 Bill Clinton viene rieletto per un secondo mandato.
- 7 novembre – Stati Uniti: la NASA lancia la Mars Global Surveyor.
- 12 novembre – India: nella Collisione aerea di Charkhi Dadri perdono la vita tutte le 349 persone a bordo dei due aerei.
- 17 novembre
  - Russia: una bomba esplode e uccide 32 persone a Kaspijsk, nel Daghestan.
  - Romania: Emil Constantinescu viene eletto presidente.
- 19 novembre – storica visita di Fidel Castro in Vaticano.
- 23 novembre – nel dirottamento del Volo Ethiopian Airlines 961 perdono la vita 125 persone.

### Dicembre
- 17 dicembre
  - Il ghanese Kofi Annan viene eletto settimo segretario generale dell'ONU.
  - Il Movimento Rivoluzionario Tupac Amaru prende 72 ostaggi presso l'ambasciata giapponese a Lima.
- 19 dicembre – Lussemburgo: gli Accordi di Schengen vengono estesi anche alla Norvegia e all'Islanda, che non fanno parte dell'Unione europea.
- 20 dicembre – la società NeXT viene acquistata dalla Apple.
- 25 dicembre e 26 dicembre – Mar Mediterraneo: Naufragio della F174: nella notte fra il 25 e il 26 dicembre, a sud di Portopalo di Capo Passero, un cargo libanese si scontra con una motonave. Annegano 283 clandestini, soprattutto pakistani. Solo dopo una successiva inchiesta giornalistica verrà alla luce la più grande tragedia navale del Mediterraneo dalla fine della Seconda guerra mondiale.
- 27 dicembre
  - le forze talebane riprendono il controllo della strategica base aerea di Bagram, che consolida la loro zona cuscinetto attorno a Kabul.
- 29 dicembre – il governo del Guatemala e i capi dell'Unità Rivoluzionaria Nazionale Guatemalteca firmano un accordo di pace che pone fine a 36 anni di guerra civile.
- 30 dicembre – Calino: nell'Incidente ferroviario di Calino due treni passeggeri si scontrano frontalmente provocando 5 morti e 43 feriti.

## Sport

### Calcio
- Roma, 22 maggio: la Juventus conquista la sua seconda Champions League ai rigori contro l'Ajax.
- Tokyo, 26 novembre: la Juventus vince la sua seconda Coppa Intercontinentale battendo gli argentini del River Plate per 1-0.

### Formula 1
- Suzuka, 13 ottobre: Damon Hill con la sua Williams FW18 vince il primo e unico titolo mondiale della carriera davanti al compagno di squadra Jacques Villeneuve e al ferrarista Michael Schumacher.

### Motomondiale
- Sepang, 31 marzo: nella classe 125cc fa il suo debutto Valentino Rossi in sella ad un'Aprilia RS 125.
- Catalunya, 15 settembre: Mick Doohan vince per la terza volta consecutiva il mondiale di MotoGP in sella ad una Honda NSR500; al secondo posto lo spagnolo Àlex Crivillé e al terzo l'italiano Luca Cadalora, anch'essi in sella ad una Honda.
- Eastern Creek, 20 ottobre: Max Biaggi vince il suo terzo titolo consecutivo in classe 250cc con l'Aprilia, chiudendo la stagione davanti al tedesco Ralf Waldmann (Honda) e al francese Olivier Jacque (Honda).

### Pugilato
- Las Vegas, 16 marzo: Mike Tyson sconfigge in 3 round Frank Bruno e riconquista il titolo WBA dei pesi massimi.
- Las Vegas, 9 novembre: Evander Holyfield batte Mike Tyson e conquista il titolo WBA dei pesi massimi.

### Calcio a 5
- Cordova, 8-14 gennaio: si disputa la prima e unica edizione dell'European Futsal Tournament, che vede vincitrice la Spagna contro la Russia.

## Nati
Ci sono circa 5 200 voci su persone nate nel 1996; vedi la pagina Nati nel 1996 per un elenco descrittivo o la categoria Nati nel 1996 per un indice alfabetico.

## Morti
Ci sono circa 1 510 voci su persone morte nel 1996; vedi la pagina Morti nel 1996 per un elenco descrittivo o la categoria Morti nel 1996 per un indice alfabetico.

## Calendario
| Calendario 1996 | Calendario 1996 | Calendario 1996 | Calendario 1996 | Calendario 1996 | Calendario 1996 | Calendario 1996 | Calendario 1996 | Calendario 1996 | Calendario 1996 | Calendario 1996 | Calendario 1996 | Calendario 1996 | Calendario 1996 | Calendario 1996 | Calendario 1996 | Calendario 1996 | Calendario 1996 | Calendario 1996 | Calendario 1996 | Calendario 1996 | Calendario 1996 | Calendario 1996 | Calendario 1996 | Calendario 1996 | Calendario 1996 | Calendario 1996 | Calendario 1996 | Calendario 1996 | Calendario 1996 | Calendario 1996 | Calendario 1996 | Calendario 1996 |
| --------------- | --------------- | --------------- | --------------- | --------------- | --------------- | --------------- | --------------- | --------------- | --------------- | --------------- | --------------- | --------------- | --------------- | --------------- | --------------- | --------------- | --------------- | --------------- | --------------- | --------------- | --------------- | --------------- | --------------- | --------------- | --------------- | --------------- | --------------- | --------------- | --------------- | --------------- | --------------- | --------------- |
|                 | 1               | 2               | 3               | 4               | 5               | 6               | 7               | 8               | 9               | 10              | 11              | 12              | 13              | 14              | 15              | 16              | 17              | 18              | 19              | 20              | 21              | 22              | 23              | 24              | 25              | 26              | 27              | 28              | 29              | 30              | 31              |                 |
| Gennaio         | Lu              | Ma              | Me              | Gi              | Ve              | Sa              | Do              | Lu              | Ma              | Me              | Gi              | Ve              | Sa              | Do              | Lu              | Ma              | Me              | Gi              | Ve              | Sa              | Do              | Lu              | Ma              | Me              | Gi              | Ve              | Sa              | Do              | Lu              | Ma              | Me              |                 |
| Febbraio        | Gi              | Ve              | Sa              | Do              | Lu              | Ma              | Me              | Gi              | Ve              | Sa              | Do              | Lu              | Ma              | Me              | Gi              | Ve              | Sa              | Do              | Lu              | Ma              | Me              | Gi              | Ve              | Sa              | Do              | Lu              | Ma              | Me              | Gi              |                 |                 |                 |
| Marzo           | Ve              | Sa              | Do              | Lu              | Ma              | Me              | Gi              | Ve              | Sa              | Do              | Lu              | Ma              | Me              | Gi              | Ve              | Sa              | Do              | Lu              | Ma              | Me              | Gi              | Ve              | Sa              | Do              | Lu              | Ma              | Me              | Gi              | Ve              | Sa              | Do              |                 |
| Aprile          | Lu              | Ma              | Me              | Gi              | Ve              | Sa              | Do              | Lu              | Ma              | Me              | Gi              | Ve              | Sa              | Do              | Lu              | Ma              | Me              | Gi              | Ve              | Sa              | Do              | Lu              | Ma              | Me              | Gi              | Ve              | Sa              | Do              | Lu              | Ma              |                 |                 |
| Maggio          | Me              | Gi              | Ve              | Sa              | Do              | Lu              | Ma              | Me              | Gi              | Ve              | Sa              | Do              | Lu              | Ma              | Me              | Gi              | Ve              | Sa              | Do              | Lu              | Ma              | Me              | Gi              | Ve              | Sa              | Do              | Lu              | Ma              | Me              | Gi              | Ve              |                 |
| Giugno          | Sa              | Do              | Lu              | Ma              | Me              | Gi              | Ve              | Sa              | Do              | Lu              | Ma              | Me              | Gi              | Ve              | Sa              | Do              | Lu              | Ma              | Me              | Gi              | Ve              | Sa              | Do              | Lu              | Ma              | Me              | Gi              | Ve              | Sa              | Do              |                 |                 |
| Luglio          | Lu              | Ma              | Me              | Gi              | Ve              | Sa              | Do              | Lu              | Ma              | Me              | Gi              | Ve              | Sa              | Do              | Lu              | Ma              | Me              | Gi              | Ve              | Sa              | Do              | Lu              | Ma              | Me              | Gi              | Ve              | Sa              | Do              | Lu              | Ma              | Me              |                 |
| Agosto          | Gi              | Ve              | Sa              | Do              | Lu              | Ma              | Me              | Gi              | Ve              | Sa              | Do              | Lu              | Ma              | Me              | Gi              | Ve              | Sa              | Do              | Lu              | Ma              | Me              | Gi              | Ve              | Sa              | Do              | Lu              | Ma              | Me              | Gi              | Ve              | Sa              |                 |
| Settembre       | Do              | Lu              | Ma              | Me              | Gi              | Ve              | Sa              | Do              | Lu              | Ma              | Me              | Gi              | Ve              | Sa              | Do              | Lu              | Ma              | Me              | Gi              | Ve              | Sa              | Do              | Lu              | Ma              | Me              | Gi              | Ve              | Sa              | Do              | Lu              |                 |                 |
| Ottobre         | Ma              | Me              | Gi              | Ve              | Sa              | Do              | Lu              | Ma              | Me              | Gi              | Ve              | Sa              | Do              | Lu              | Ma              | Me              | Gi              | Ve              | Sa              | Do              | Lu              | Ma              | Me              | Gi              | Ve              | Sa              | Do              | Lu              | Ma              | Me              | Gi              |                 |
| Novembre        | Ve              | Sa              | Do              | Lu              | Ma              | Me              | Gi              | Ve              | Sa              | Do              | Lu              | Ma              | Me              | Gi              | Ve              | Sa              | Do              | Lu              | Ma              | Me              | Gi              | Ve              | Sa              | Do              | Lu              | Ma              | Me              | Gi              | Ve              | Sa              |                 |                 |
| Dicembre        | Do              | Lu              | Ma              | Me              | Gi              | Ve              | Sa              | Do              | Lu              | Ma              | Me              | Gi              | Ve              | Sa              | Do              | Lu              | Ma              | Me              | Gi              | Ve              | Sa              | Do              | Lu              | Ma              | Me              | Gi              | Ve              | Sa              | Do              | Lu              | Ma              |                 |

## Premi Nobel
In quest'anno sono stati conferiti i seguenti Premi Nobel:
- per la Pace: Carlos Filipe Ximenes Belo, José Ramos-Horta.
- per la Letteratura: Wisława Szymborska.
- per la Medicina: Peter C. Doherty, Rolf M. Zinkernagel.
- per la Fisica: David M. Lee, Douglas D. Osheroff, Robert C. Richardson.
- per la Chimica: Robert Curl, Harold W. Kroto, Richard E. Smalley.
- per l'Economia: James A. Mirrlees, William Vickrey.